# Perizoma semipleta
Perizoma semipleta là một loài bướm đêm trong họ Geometridae.